# Premio de Honor de las Letras Catalanas
El Premio de Honor de las Letras Catalanas (en catalán, "Premi d'Honor de les Lletres Catalanes") es una distinción cultural instituida en 1969 por la entidad Òmnium Cultural, con la que, según sus bases, galardonar «a una persona que, por su obra, literaria o científica, escrita en lengua catalana, y por la importancia y ejemplaridad de su trabajo intelectual, haya contribuido de manera notable y continuada a la vida cultural de Cataluña».
El premio, dotado con 20.000 euros, no puede ser dividido ni ser declarado desierto, y es concedido tras el veredicto de un jurado integrado por nueve miembros de la Junta Consultiva de Òmnium Cultural, en el que están representados diferentes ámbitos de la lengua y la cultura catalana. La composición del jurado se renueva por tercios cada dos años.

## Historial
| - 1969 Jordi Rubió (historiógrafo y bibliólogo) - 1970 Joan Oliver (escritor) - 1971 Francesc de Borja Moll (filólogo y editor) - 1972 Salvador Espriu (escritor) - 1973 Josep Vicenç Foix (escritor) - 1974 Manuel Sanchis Guarner (filólogo e historiador) - 1975 Joan Fuster (escritor) - 1976 Pau Vila i Dinarés (geógrafo y pedagogo) - 1977 Miquel Tarradell (arqueólogo) - 1978 Vicent Andrés Estellés (escritor) - 1979 Manuel de Pedrolo (escritor) - 1980 Mercè Rodoreda (escritora) - 1981 Josep Maria de Casacuberta (filólogo y editor) - 1982 Josep Maria Llompart (escritor) - 1983 Ramón Aramon i Serra (filólogo) - 1984 Joan Coromines (filólogo) - 1985 Marià Manent (escritor) - 1986 Pere Calders (escritor) - 1987 Enric Valor (gramático y escritor) - 1988 Xavier Benguerel (escritor) - 1989 Marià Villangómez Llobet (escritor) - 1990 Miquel Batllori (historiador) - 1991 Miquel Martí (poeta) - 1992 Joan Triadú (pedagogo) - 1993 Tomàs Garcés (poeta) - 1994 Jordi Sarsanedas (escritor) - 1995 Jordi Pere Cerdà (poeta) - 1996 Josep Benet (historiador) - 1997 Avel·lí Artís-Gener (escritor) | - 1998 Joaquim Molas (historiador) - 1999 Josep Palau i Fabre (poeta y ensayista) - 2000 Josep Vallverdú (escritor y pedagogo) - 2001 Teresa Pàmies (escritora) - 2002 Josep Maria Espinàs (escritor) - 2003 Antoni Badia i Margarit (filólogo) - 2004 Joan Francesc Mira (escritor) - 2005 Feliu Formosa (escritor, traductor y director escénico) - 2006 Josep Termes Ardèvol (historiador) - 2007 Baltasar Porcel (escritor) - 2008 Montserrat Abelló (poeta y traductora) - 2009 Joan Solà (lingüista) - 2010 Jaume Cabré (escritor) - 2011 Albert Manent (escritor y filólogo) - 2012 Josep Massot (filólogo, historiador y editor) - 2013 Josep Maria Benet i Jornet (dramaturgo) - 2014 Raimon (cantautor) - 2015 Joan Veny i Clar (lingüista) - 2016 Maria Antònia Oliver (novelista y traductora) - 2017 Isabel Clara Simó (escritora, dramaturga y periodista) - 2018 Quim Monzó (escritor) - 2019 Marta Pessarrodona (escritora) - 2020 Enric Casasses (poeta) - 2021 Maria Barbal (escritora) - 2022 Antònia Vicens (escritora) - 2023 Josep Piera i Rubió. (Poeta, narrador y traductor). - 2024 Albert Jané (poeta, gramático y traductor) - 2025 Pere Lluís i Font (filósofo y teólogo) |